# Orthozancla
Orthozancla là một chi bướm đêm thuộc họ Erebidae.

## Loài
- Orthozancla rhythmotypa Turner, 1933